# Fumiaki Aoshima
Fumiaki Aoshima (青嶋 文明 Aoshima Fumiaki?), född 12 juli 1968 i Shizuoka prefektur, är en japansk tidigare fotbollsspelare.
Aoshima började sin karriär 1987 i Yamaha Motors. Med Yamaha Motors vann han japanska ligan 1987/88. 1992 flyttade han till Shimizu S-Pulse. Efter Shimizu S-Pulse spelade han för Tosu Futures och Honda FC. Han avslutade karriären 1998.